# Deutsches Meisterschaftsrudern 1951
Das 62. Deutsche Meisterschaftsrudern wurde 1951 in Mainz ausgetragen. Im Vergleich zum Vorjahr gab es keine Änderungen im Meisterschaftsprogramm. Insgesamt wurden Medaillen in 15 Bootsklassen (11 bei den Männern und 4 bei den Frauen) vergeben.

## Medaillengewinner

### Männer
| Bootsklasse                           | Gold | Silber | Bronze |
| ------------------------------------- | --- | --- | --- |
| Einer                                 | Günther Schütt (Saarbrücker RG Undine) | Günter Lange (Frankfurter RG Germania 1869) | Waldemar Beck (Kitzinger RV) |
| Doppelzweier                          | Rgm. RuGem. Flörsheim-Rüsselsheim / Offenbacher RG Undine Karl Wagner Willy Neuburger                                                                  | RV Münster von 1882 Robert Drant Heinz Terstegge | Wilhelmshavener RC von 1909 Heinz Krüger Johann Hellbusch |
| Zweier ohne Steuermann                | RV Gelsenkirchen Heinz Renneberg Heinz Eichholz | Rgm. Spindlersfelder RV Sturmvogel / Stud. RC Berlin Fritz Birk Hans Hock                                                                                 | Mannheimer RG Baden von 1880 Ernst Lust Gerhard Reichert |
| Zweier mit Steuermann                 | Duisburger RV Hans Müller Wilhelm Brinkmann Heiner Funke (Stm.)                                                                                        | RV Gelsenkirchen Heinz Renneberg Heinz Eichholz Theo Lenz (Stm.)                                                                                          | Mannheimer RG Baden von 1880 Ernst Lust Gerhard Reichert P. Simon (Stm.) |
| Vierer ohne Steuermann                | Deutscher Ruder-Club von 1884 Günter Twiesselmann Klaus Schulze Heinz Beyer Gerhard Vogeley                                                            | ETuF Essen Richard Wagner Hans-Joachim Fischer Heinz-Oskar Rehberg Alf Nordmann                                                                           | Rgm. Mannheimer RV Amicitia von 1876 / Ludwigshafener RV von 1878 Walter Salzmann Willi Schäfer Robert Seibert Rudi Bosch                                                                    |
| Vierer mit Steuermann                 | Deutscher Ruder-Club von 1884 Günter Twiesselmann Klaus Schulze Heinz Beyer Gerhard Vogeley Hans-Joachim Wiemken (Stm.)                                | Mannheimer RV Amicitia von 1876 Dieter Kempf Klaus Hahn Ludolf Moritz Klaus Tochtermann Hans Bichelmeier (Stm.)                                           | RG Wiking Berlin Horst Helfers Helmut Herzberg Günter Grote Horst-Manfred Dux Harry Junke (Stm.)                                                                                             |
| Achter                                | RuGem. Flörsheim-Rüsselsheim Wilfried Seipp Adam Munk Georg Schneider Helmut Schwinn René Kuhn Georg Boller Georg von Opel Karl Bauer Rolf Bopp (Stm.) | Kölner RV von 1877 Anton Reinartz Hans Betz Peter Betz Heinz Zünkler Roland Freihoff Hans Hollmann Stefan Reinartz Anton Siebenhaar Walter Hohmann (Stm.) | Berliner RC Reinhold Wieske Helmut Baltrusch Heinz Ermel Paul Deblitz Lutz Schumacher Christian Manthey Joachim Horn Heinz Zimmer Carlheinz Neumann (Stm.)                                   |
| Leichtgewichts-Einer                  | Hanns Bullmann (ETuF Essen) | Ernst-Günther Iven (Saarbrücker RG Undine) | Hans-Joachim Möhle (WSV Beuel) |
| Leichtgewichts-Vierer ohne Steuermann | Emder RV Herbert Pupkes Gerhard Thiele junior Ernst Bühler Gerhard Meyer                                                                               | Ludwigshafener RV von 1878 Manfred Gutfrucht Walter Mayer Karl Prestele Werner Meixner                                                                    | Keine weiteren Boote am Start. |
| Leichtgewichts-Vierer mit Steuermann  | Mainzer RV von 1878 Dieter Becker Heribert Hirschmann Helmut Berthold Wolfgang Boerckel Werner Gerlach (Stm.)                                          | Emder RV Herbert Pupkes Gerhard Thiele junior Ernst Bühler Gerhard Meyer Gerhard Thiele senior (Stm.)                                                     | Wilhelmshavener RC von 1909 Günter Herbert Götz Sommerfeld Egon Otto Hans-Georg Rieger Wilfried Kramer (Stm.)                                                                                |
| Leichtgewichts-Achter                 | RV Cassel Helmold Wehn Wilhelm Hellmuth Heinz Diele Siegfried Sellke Erich Rübe Rudi Becker Jürgen Kassing Gerhard Hofmann Lothar Schimpf (Stm.)       | ETuF Essen Peter Wiener Hans Kuttler Eberhard Bosecker Hanns Bullmann Werner Bartels Karl Brockmann Lothar Chudzinski Willi Hachen Hans Schmidt (Stm.)    | Rgm. Ludwigshafener RV von 1878 / Heilbronner RG Schwaben Günter Baier Max Schneider Helmut Roth Hans Ziegler Manfred Gutfrucht Walter Mayer Werner Meixner Karl Prestele Walter Will (Stm.) |

### Frauen
| Bootsklasse                            | Gold                                                                                               | Silber | Bronze |
| -------------------------------------- | -------------------------------------------------------------------------------------------------- | --- | --- |
| Einer                                  | Ingrid Scholz (Duisburger RV)                                                                      | Jette Kaidel (Schweinfurter RC Franken von 1882)                                                           | Gisela Rißmüller (RC Witten)                                                                                                   |
| Doppelzweier                           | Bremer RC Hansa Ilse Hövermann Wilma Pape                                                          | Kölner RV von 1877 Maritta Golz Herma Heyden                                                               | RC Mark Wetter Gisela Sporbeck Waltraud Bertram                                                                                |
| Doppelvierer mit Steuerfrau            | Hamburger RC von 1925 Ingeborg Weber Susi Rausche Christel Opitz Gerda Mallaun Jutta Wilcke (Stf.) | Bremer RC Hansa Sigrid Fischer Ursula Gudat Gerda Meyer Gesa Groenewold Ilse Hövermann (Stf.)              | Rgm. RV Bochum von 1920 / RV Münster von 1882 Hilde Tubis Waltraud John Helga Schmalz Inge Offerhaus Marianne Rückemann (Stf.) |
| Doppelvierer Stilrudern mit Steuerfrau | Polizei SV Bremen Ruth Roloff Rosemarie Bick Lore Häger Hanna Müller Elvira Lasarewitz (Stf.)      | RV Bochum von 1920 Liselotte Struwe Marianne Schneider Marianne Sauter Erika Sauter Hedda Schreiber (Stf.) | 1. Frauen-RC Hannover 1928 Doris Böttner Inge Knappmeyer Ilse Kreienfeld Rosi Kehr Ingrid Witthuhn (Stf.)                      |